# Malaisie (roman)
Malaisie est un roman écrit par Henri Fauconnier, publié le novembre 1930 et ayant reçu le prix Goncourt la même année.

## Historique
Le roman reçoit le prix Goncourt par huit voix contre une aux Frères Bouquinquant de Jean Prévost et une au Corset noir d'Alain Laubreaux. 1930 est aussi l'année où André Malraux fait paraître La Voie royale.

## Résumé
À la fin des années 1920, le narrateur, un jeune français, rejoint Rolain, un camarade de tranchée établi planteur de caoutchouc en Malaisie. Il finit par mener la plantation pour lui, en harmonie avec la nature et la population. Leur amitié pour deux adolescents Malais les entraîne dans les profondeurs de la poésie – les pantouns ou pantoums – et de la psyché – l'amok – malaises.
La rédaction de l’ouvrage paraît datée en raison notamment de la condescendance manifeste de l’auteur à l’égard des populations autochtones de Malaisie.

## Éditions
- Malaisie, éditions Stock, 1930